# Rue de la République (Marseille)
Pour les articles homonymes, voir Rue de la République et Rue Impériale.
La rue de la République est une voie marseillaise située dans les 1er et 2e arrondissements.

## Situation et accès
Elle va du quai des Belges à la place de la Joliette et au boulevard de Dunkerque. Son percement, commencé en 1862, répond à la nécessité d’une liaison rapide entre l’ancien port, devenu trop petit du fait du développement économique et commercial de la ville, et le nouveau port de la Joliette mis en service en 1853.

## Origine du nom
D’abord nommée « rue Impériale » durant le Second Empire, elle devient  « rue de la République » à l’avènement de la Troisième République par arrêté municipal du 16 octobre 1870.

## Historique
Le projet de percement de la rue Impériale est adopté par le Conseil municipal en novembre 1858. La ville manquant de fonds, elle accepte une avance de la Société des ports de Marseille appartenant à Jules Mirès. Le chantier dans le bâti ancien et dans l’épaisseur de la colline nécessite la destruction de 935 maisons et la disparition partielle ou totale de 61 rues. la rue est inaugurée en 1864. Cette réalisation importante contemporaine de la Rue de la République de Lyon a été étudiée par les historiens dès 1867 l'inscrivant dans les travaux du Grand port maritime de Marseille.
Elle est aménagée avec des habitations de style haussmannien afin de faire revenir la bourgeoisie marseillaise près du centre-ville. Cependant, peut-être celle-ci n'appréciait-elle pas la proximité du port et les activités portuaires incessantes de cette époque qui vont avec, toujours est-il qu'elle ne s'y installa pas.
En 2005, des fonds de pension américains (Veuves des Pompiers de Dallas et Caisse de Dépôt du Québec) ainsi que la Société générale (à 25 %) et la Caisse d'Épargne (à 25 %) ont acheté tour à tour les logements limitrophes afin de les rénover, ce qui suscite joie chez certains et anxiété chez d'autres. En effet, à la suite de la réalisation d'un projet de rénovation de grande ampleur, les populations les plus défavorisées ont laissé la place à des populations plus aisées. Malgré la volonté de faire de cette rue une artère commerçante, près de la moitié des locaux commerciaux de la rue sont inoccupés.
Des fouilles archéologiques ont été effectuées entre 2004 et 2006, lors du creusement d’un parking au nord et d’un bassin de stockage avec sa « surverse » vers le Vieux-Port, au sud. Les fouilles ont été réalisées aux deux extrémités car lors du percement de la rue Impériale au XIXe siècle, à travers une colline, les travaux avaient détruit la plus grande partie des vestiges. Au nord, on  a découvert le caractère agricole du site à l’époque grecque archaïque et au sud avant que la ville n’atteigne ce secteur à l’époque. Le réseau de rues qui se met alors en place, par la suite reste inchangé jusqu’à l’époque moderne. À l’époque augustéenne, une domus occupe la quasi-totalité d’une insula, au sud des quais de l’époque romaine, et une fouille a révélé les différentes lignes de rivage jusqu’à l’époque moderne.

### Réhabilitation
Dans les années 2000, la rue s'inscrit dans périmètre d'Euroméditerranée, où doivent être réhabilités 4 000 logements locatifs,. La rue est cependant peu attractive. En 2015, de nombreuses facades de locaux commerciaux inutilisés sont masquées par des posters en trompe-l’œil. L’association Un centre-ville pour tous estime à 30 % la proportion de logements de la rue encore inoccupés.
Début 2019, la rue compterait plusieurs centaines de logements vacants, d'après des collectifs demandant le relogement des personnes évacuées après l'effondrement des immeubles de la rue d'Aubagne.

## Bâtiments remarquables et lieux de mémoire
- No 46 : L'acteur Jules Raimu y habite en 1914[13]
- No 34 : Le mime Louis Rouffe y habite en 1881.